# بكره أحلى (برنامج)
بكره أحلى هو برنامج حواري تنموي سياسي ويهدف إلى بناء ونهضة مصر بعد نجاح ثورة الخامس والعشرين من يناير. وهو أول برنامج حواري لعمرو خالد. والذي يعرض على القناة الثانية.